# Схема снежинки

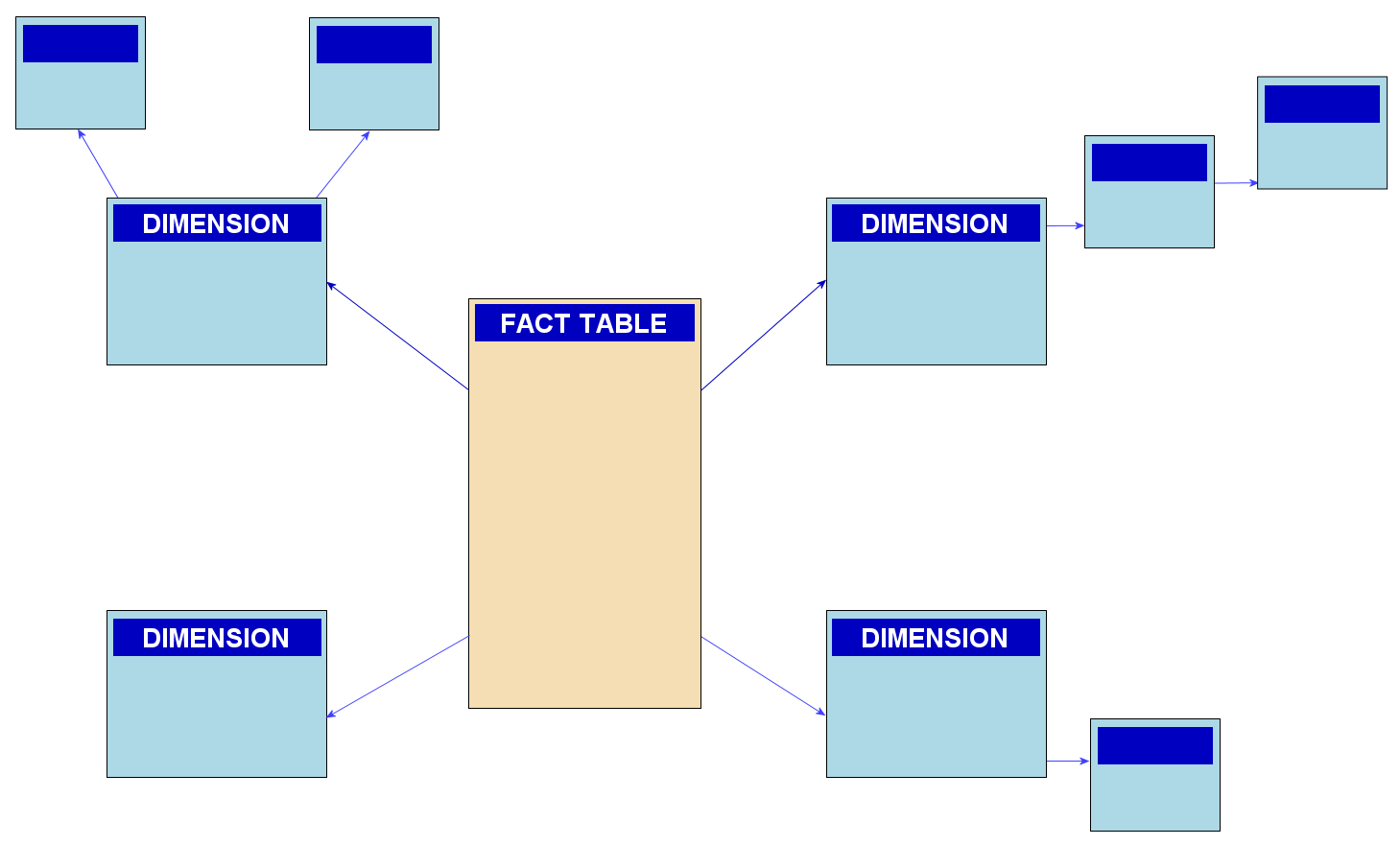
Схема снежинки образуется из схемы звезды, в случае нормализации таблиц измерений последней.

Схема снежинки (англ. snowflake schema) получила своё название за свою форму, в виде которой отображается логическая схема таблиц в многомерной базе данных. Так же как и в схеме звезды, схема снежинки представлена централизованной таблицей фактов, соединенной с таблицами измерений. Отличием является то, что здесь таблицы измерений нормализованы с рядом других связанных измерительных таблиц, — в то время как в схеме звезды таблицы измерений полностью денормализованы, с каждым измерением представленным в виде единой таблицы, без соединений на связанные таблицы в схеме снежинки. Чем больше степень нормализации таблиц измерений, тем сложнее выглядит структура схемы снежинки. Создаваемый «эффект снежинки» затрагивает только таблицы измерений, и не применим к таблицам фактов.

## Использование
Схема снежинки, также как и схема звезды, наиболее часто встречается в таких хранилищах данных, для которых скорость получения данных более важна, чем эффективность манипуляции ими. Следовательно, таблицы должны быть нормализованы в малой степени, и зачастую разрабатываются с применением не выше третьего уровня нормализации.
Решение в сторону использования схемы звезды или же схемы снежинки, обуславливается относительной мощностью платформы БД, и инструментария для реализации запросов. Схема звезды подходит окружению, в котором инструментарий реализации запросов предоставляет пользователям широкий доступ к структуре таблиц, а также в окружениях, где большинство запросов просты по своей природе. Схема снежинки более подходит для случаев применения более сложного инструментария для реализации запросов, который в большей степени изолирует пользователей от детальной структуры таблиц, а также для среды с множеством запросов сложной структуры.